# 岡崎太
岡崎 太（おかざき ふとし、1967年〈昭和42年〉11月18日 - ）は、日本の政治家。日本維新の会所属の参議院議員（1期）。日本維新の会政調会長代行。大阪市会議員（4期）、大阪維新の会総務会長（第6代）、同政調会長（第4代）などを歴任。

## 来歴
兵庫県芦屋市出身。日本体育大学卒業後、ヤナセ、森下仁丹、マーガレット・ジョセフィン・ジャパン勤務を経て、化粧品製造会社を経営。
2011年、大阪市会議員選挙に東成区選挙区から大阪維新の会公認で立候補し、初当選。以後4期務める。
2020年11月、大阪維新の会総務会長に就任。2022年2月より大阪維新の会政調会長。2022年9月、翌年4月9日投開票の大阪市長選挙に向けて大阪維新の会が行った候補者公募に応募した。同年12月10日に予備選挙の最終投票が行われ、横山英幸に敗れた（横山：4,575票、岡崎：2,600票）。2024年12月より日本維新の会政調会長代行を務める。
2025年2月26日、日本維新の会が実施する、同年夏の第27回参議院議員通常選挙大阪府選挙区の候補者の予備選挙（男女1名ずつ選出）に立候補を届け出た。4月8日に行われた第2次選考の結果、岡崎と佐々木理江の2名が候補者に選ばれた。選挙戦中盤には陣営は岡崎が当落線上にあると判断し、党幹部や所属議員らを重点投入する「岡崎シフト」を敷いた。演説会では、候補者の佐々木が自ら「3人家族なら2票は岡崎、1票は佐々木に」と訴えるほど徹底した票割りを行い、7月20日の投開票の結果、佐々木は1位、岡崎は2位でそれぞれ初当選した。岡崎は「2議席を死守できてホッとしているのが正直なところだ」と述べた。7月31日、大阪維新の会政調会長を退任。

## 選挙歴
| 当落 | 選挙                     | 執行日         | 年齢 | 選挙区             | 政党         | 得票数     | 得票率 | 定数 | 得票順位 /候補者数 | 政党内比例順位 /政党当選者数 |
| ---- | ------------------------ | -------------- | ---- | ------------------ | ------------ | ---------- | ------ | ---- | ------------------ | ---------------------------- |
| 当   | 2011年大阪府議会議員選挙 | 2011年4月10日  | 44   | 大阪市東成区選挙区 | 大阪維新の会 | 6575票     | 21.48% | 3    | 2/6                | /                            |
| 当   | 2015年大阪府議会議員選挙 | 2015年4月12日  | 48   | 大阪市東成区選挙区 | 大阪維新の会 | 1万1411票  | 37.56% | 3    | 1/5                | /                            |
| 当   | 2019年大阪府議会議員選挙 | 2019年4月7日   | 52   | 大阪市東成区選挙区 | 大阪維新の会 | 1万360票   | 30.76% | 3    | 3/4                | /                            |
| 当   | 2023年大阪府議会議員選挙 | 2023年4月9日   | 56   | 大阪市東成区選挙区 | 大阪維新の会 | 9458票     | 28.84% | 3    | 3/6                | /                            |
| 当   | 第27回参議院議員通常選挙 | 2025年07月20日 | 57   | 大阪府選挙区       | 日本維新の会 | 54万9024票 | 13.04% | 4    | 2/19               | /                            |